# Scheleton la Jocurile Olimpice de iarnă din 2022
Probele sportive de scheleton la Jocurile Olimpice de iarnă din 2022 s-au desfășurat în perioada 10-12 februarie 2022 la Pista de bob, skeleton și sanie Xiaohaituo. Au avut loc două probe sportive: masculin și feminin.

## Sumar medalii

### Clasament pe țări
| Loc   | Țară      | Aur | Argint | Bronz | Total |
| ----- | --------- | --- | ------ | ----- | ----- |
| 1     | Germania  | 2   | 1      | 0     | 3     |
| 2     | Australia | 0   | 1      | 0     | 1     |
| 3     | China     | 0   | 0      | 1     | 1     |
| 3     | Olanda    | 0   | 0      | 1     | 1     |
| Total | Total     | 2   | 2      | 2     | 6     |

### Probe sportive
| Probă sportivă   | Aur                             | Aur     | Argint                       | Argint  | Bronz                  | Bronz   |
| masculin detalii | Christopher Grotheer · Germania | 4:01,01 | Axel Jungk · Germania        | 4:01,67 | Yan Wengang · China    | 4:01,77 |
| feminin detalii  | Hannah Neise · Germania         | 4:07,62 | Jaclyn Narracott · Australia | 4:08,24 | Kimberley Bos · Olanda | 4:08,46 |